# Аксинит
Аксинит е група минерали с кристали, съставена от калциево-алуминиев боросиликат (Ca,Fe,Mn)
3Al
2BO
3Si
4O
12OH. Цветовете варират от кафяво до виолетово-кафява или червеникаво-кафяво. Аксинитът е пироелектричен и пиезоелектричен.
Групата на аксинита включва:
- Фероаксинит, Ca2 Fe2+Al2BOSi4O15(OH), богат на желязо, карамфилово кафяво, кафяво, сливово синьо, перлено сиво[1]
- Магнезиоаксинит, Ca2MgAl2BOSi4O15(OH), богат на магнезий, бледосин до бледо виолетов; светлокафяво до светло розово[2]
- Манганаксинит, Ca2Mn2+Al2BOSi4O15(OH), богат на манган, меденожълт, карамфиловокафяв, кафяв до син[3]
- Тинзенит, (CaFe2+Mn2+)3Al2BOSi4O15(OH), желязо и манган, жълто, кафеникаво жълто-зелено[4]

Аксинитът понякога се използва като скъпоценен камък.